# Catania
Catania es una ciudad italiana, la segunda más poblada de Sicilia y entre las mayores de Italia. Situada en la costa este de la isla, es la capital de la ciudad metropolitana que lleva su nombre. La ciudad posee 337 862 habitantes (2014), su comarca 770 000 y la ciudad metropolitana 1 200 000, siendo la quinta más poblada del país. Se encuentra limitada al norte por el monte Etna, el volcán más grande de Europa y entre los más activos del mundo. Fue fundada en el siglo VIII a. C., según Plutarco deriva de «Katane» ("rayadura"), por asociación con áspero suelo del territorio lávico del que surge. Ha sido destruida siete veces por erupciones volcánicas y terremotos. Entre las últimas más catastróficas se recuerdan las de los años 1169 y 1693. Es sede de la primera universidad de Sicilia, fundada en 1434 por Alfonso V de Aragón, una de las más antiguas de Italia. Por su patrimonio arquitectónico construido después del terremoto en 1693, la ciudad está catalogada como Patrimonio de la Humanidad por la UNESCO.

## Geografía

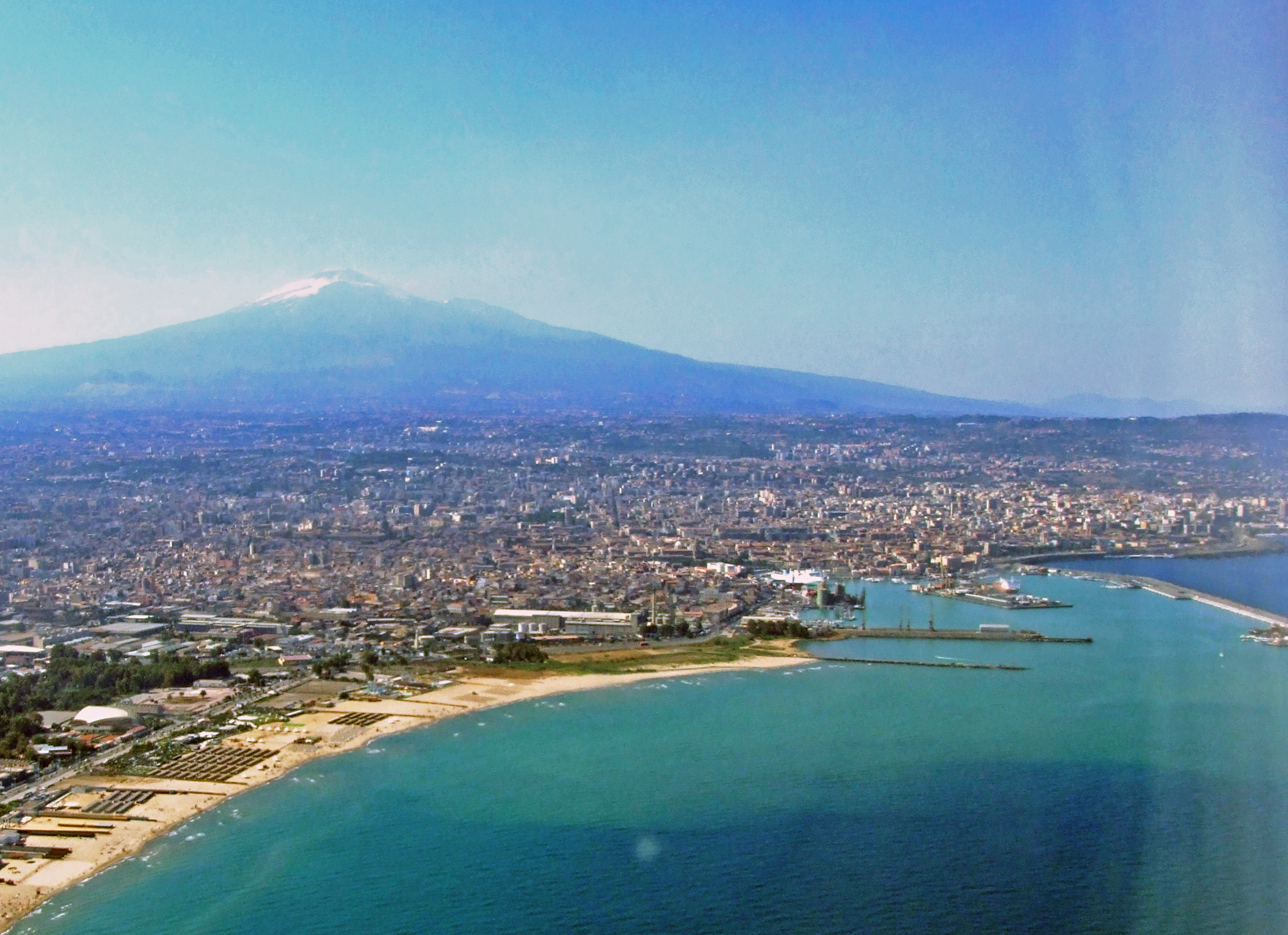
Catania al pie del Etna

Catania se encuentra ubicada en la costa oriental de la isla, a mitad de camino entre las ciudades de Mesina y Siracusa, a los pies del volcán Etna. Su territorio comprende una amplia franja de la llanura de Catania. De cara al mar Jónico con el golfo que toma su nombre.
El núcleo original de la ciudad estaba situado sobre un asentamiento que corresponde más o menos a la actual plaza Dante, donde surge el ex Monasterio de los Benedictinos. La elevación que se destaca más es la colina de Santa Sofía, donde surge la Ciudad Universitaria de Catania, limitando con Gravina di Catania.
Catania está atravesada por un río subterráneo, el Amenano y en el pasado, cerca de los límites de la ciudad estaba el lago de Nicito, que fue cubierto por la lava en 1669, lo que cambió profundamente el paisaje circundante. La costa es rocosa al norte del puerto, («la escollera») y de arena al sur («la playa»).

### Clima
| Parámetros climáticos promedio de Catania (Base Aérea de Sigonella), normales 1991-2020, extremos 1960–presente | Parámetros climáticos promedio de Catania (Base Aérea de Sigonella), normales 1991-2020, extremos 1960–presente | Parámetros climáticos promedio de Catania (Base Aérea de Sigonella), normales 1991-2020, extremos 1960–presente | Parámetros climáticos promedio de Catania (Base Aérea de Sigonella), normales 1991-2020, extremos 1960–presente | Parámetros climáticos promedio de Catania (Base Aérea de Sigonella), normales 1991-2020, extremos 1960–presente | Parámetros climáticos promedio de Catania (Base Aérea de Sigonella), normales 1991-2020, extremos 1960–presente | Parámetros climáticos promedio de Catania (Base Aérea de Sigonella), normales 1991-2020, extremos 1960–presente | Parámetros climáticos promedio de Catania (Base Aérea de Sigonella), normales 1991-2020, extremos 1960–presente | Parámetros climáticos promedio de Catania (Base Aérea de Sigonella), normales 1991-2020, extremos 1960–presente | Parámetros climáticos promedio de Catania (Base Aérea de Sigonella), normales 1991-2020, extremos 1960–presente | Parámetros climáticos promedio de Catania (Base Aérea de Sigonella), normales 1991-2020, extremos 1960–presente | Parámetros climáticos promedio de Catania (Base Aérea de Sigonella), normales 1991-2020, extremos 1960–presente | Parámetros climáticos promedio de Catania (Base Aérea de Sigonella), normales 1991-2020, extremos 1960–presente | Parámetros climáticos promedio de Catania (Base Aérea de Sigonella), normales 1991-2020, extremos 1960–presente |
| Mes | Ene. | Feb. | Mar. | Abr. | May. | Jun. | Jul. | Ago. | Sep. | Oct. | Nov. | Dic. | Anual |
| --- | --- | --- | --- | --- | --- | --- | --- | --- | --- | --- | --- | --- | --- |
| Temp. máx. abs. (°C)                                                                                            | 25.2 | 26.0 | 34.4 | 34.4 | 38.4 | 44.2 | 46.7 | 45.0 | 41.0 | 38.0 | 30.6 | 27.2 | 46.7 |
| Temp. máx. media (°C)                                                                                           | 15.9 | 16.2 | 18.6 | 21.4 | 26.1 | 31.0 | 34.1 | 34.5 | 30.5 | 25.8 | 21.0 | 17.0 | 24.3 |
| Temp. media (°C)                                                                                                | 10.2 | 10.3 | 12.4 | 14.9 | 19.2 | 23.8 | 26.7 | 27.3 | 24.1 | 20.0 | 15.4 | 11.6 | 18.0 |
| Temp. mín. media (°C)                                                                                           | 4.8 | 4.8 | 6.4 | 8.6 | 12.3 | 16.6 | 19.4 | 20.3 | 18.2 | 14.6 | 10.0 | 6.5 | 11.9 |
| Temp. mín. abs. (°C)                                                                                            | -5.0 | -5.6 | -3.2 | 0.0 | 3.0 | 8.4 | 11.6 | 13.8 | 10.0 | 4.0 | -1.1 | -2.2 | -5.6 |
| Precipitación total (mm)                                                                                        | 64.1 | 46.1 | 42.6 | 29.9 | 17.9 | 11.0 | 7.8 | 9.8 | 50.5 | 59.4 | 66.2 | 78.5 | 483.8 |
| Días de precipitaciones (≥ 1 mm)                                                                                | 6.27 | 5.66 | 5.55 | 4.73 | 2.60 | 1.40 | 0.66 | 1.53 | 4.57 | 5.20 | 6.20 | 7.77 | 52.14 |
| Horas de sol | 172.1 | 183.4 | 235.3 | 266.1 | 318.4 | 381.6 | 368.9 | 359.9 | 278.1 | 211.7 | 172.2 | 182.3 | 3129.9 |
| Humedad relativa (%)                                                                                            | 75.2 | 72.3 | 71.4 | 70.4 | 67.2 | 64.6 | 63.1 | 64.2 | 69.4 | 73.8 | 76.1 | 76.4 | 70.3 |
| Fuente n.º 1: NOAA                                                                                              | | | | | | | | | | | | | |
| Fuente n.º 2: climaintoscana                                                                                    | | | | | | | | | | | | | |

## Historia
Fue fundada en el siglo VIII a. C. por colonos griegos de Calcis de Eubea conducidos por Evarco. Inicialmente llamada Αἴτνη (Aítnē o Ætna), por el volcán, la ciudad fue posteriormente conocida como Catana (en griego, Κατάνη, Katánē). La fecha de su fundación puede situarse en torno al año 729 a. C. La legislación de Carondas afectó a todas las ciudades calcídicas de la isla y de la Magna Grecia además del propio país.
En 476 a. C. fue ocupada por Hierón I de Siracusa, llevó nuevos habitantes y le dio el nombre de Etna titulándose oikistés (fundador).
Para fundar Etna, Hierón expulsó primero a los catanos originarios y los trasladó a Leontinos; a continuación estableció en su lugar a sus propios colonos, 5000 siracusanos y 5000 peloponesios y finalmente cambió el nombre de Catana por el de Etna.

A la muerte de Hierón y la expulsión de Trasíbulo, los antiguos habitantes y los sículos dirigidos por el rey Ducetio expulsaron a los habitantes de esta Etna fundada por Hierón, y fueron a habitar una ciudad del macizo del Etna, Inesa, a la que dieron el nombre de Etna (461 a. C.). Dos ciudades, por tanto, han tenido el nombre de Etna: Catania y después Inesa. Etna-Inesa se sitúa entre Catania y Centoripa, al norte de la actual Paternó. En tiempos de Diodoro Sículo era esta la que se conocía como Etna. 

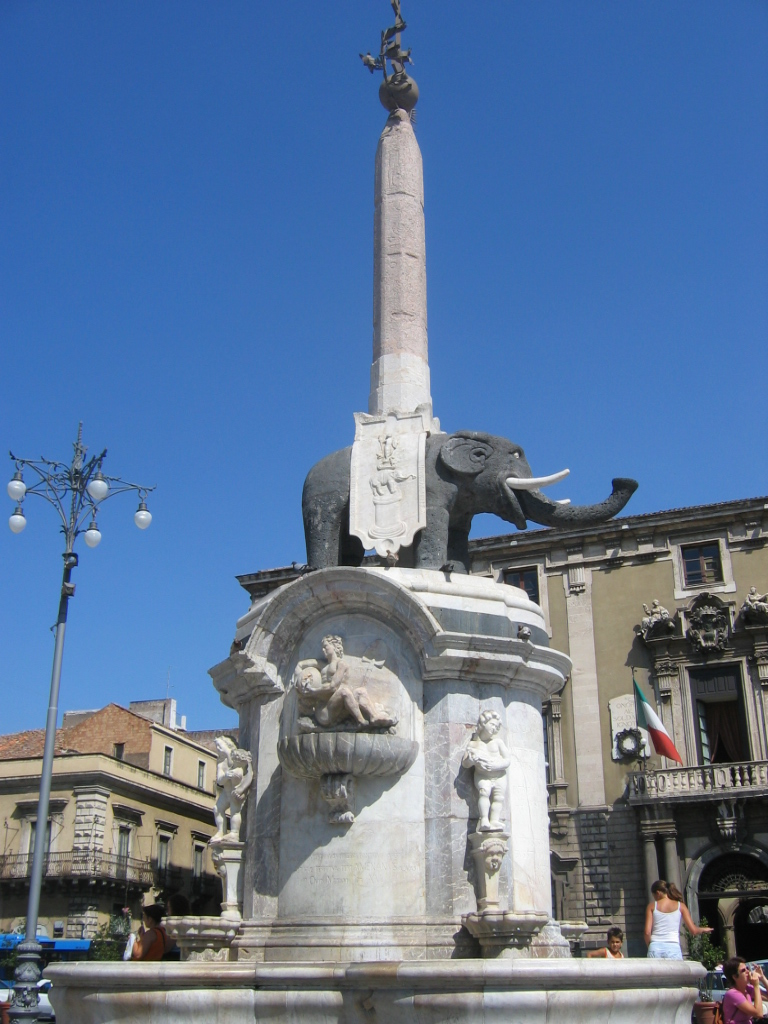
La Fontana dell'Elefante es el símbolo de la ciudad.

Durante la expedición de Atenas a la isla la ciudad rehusó recibir a la flota ateniense, pero finalmente fueron forzados a una alianza con los expedicionarios y la ciudad se convirtió en el cuartel general de la flota y la base contra Siracusa. No se sabe qué pasó tras la derrota de los atenienses, pero en 403 a. C. fue ocupada por Dionisio I de Siracusa que vendió a los habitantes como esclavos y saqueó Catania, donde estableció a sus mercenarios de Campania. Los mercenarios abandonaron la ciudad el 396 a. C. y se retiraron a Etna, ante la llegada de un ejército cartaginés dirigido por Himilcón y Magón. Los cartagineses derrotaron a Leptines, hermano de Dionisio, en una gran batalla naval delante de la ciudad, que fue ocupada por los cartagineses.
Después desapareció por un tiempo de la historia, aunque subsistió como ciudad. Calipo, el asesino de Dión, expulsado de Siracusa, tuvo durante un tiempo la posesión de Catania, y cuando Timoleón desembarcó en Sicilia, encontró la ciudad en manos de un déspota llamado Mamercos, que se alió con el general corintio, pero después se pasó a los cartagineses, por lo cual Timoleón, lo atacó y lo derrocó. Fue entonces ciudad independiente y en tiempos de Agatocles osciló entre este y Cartago. Cuando Pirro de Epiro desembarcó en Sicilia fue la primera ciudad que le abrió las puertas.
En la primera guerra púnica fue sometida rápidamente por Roma el 263 a. C. al ser ocupada per Valerio Mesala. No fue foederata civitas como las vecinas Tauromenium y Mesina, pero fue aliada de Roma y conservó las instituciones municipales; el magistrado principal llevaba el título de Proágoros. El nombre bajo dominio romano fue Catana o Catina. El 121 a. C. la erupción del Etna la afectó seriamente y quedó libre de tasas durante dos años. Fue saqueada por Sexto Pompeyo y recibió después una colonia romana bajo César Augusto. Después de las ocupaciones de los bárbaros fue recuperada el 535 por el general bizantino Belisario.
Durante el periodo bizantino, una capilla es construida en el conjunto de la Capella Bonajuto (siglo VI). Más tarde pasó a ser controlada por los árabes y a los normandos, en 1071, fue ocupada por los normandos (familia de los Hauteville, en italiano, de Altavilla), siguiendo la suerte del resto de Sicilia. Fue construido el Duomo (catedral) en los siglos XI y XII. La ciudad fue considerablemente destruida por terremotos del 4 de febrero de 1169 y 1693 y por los flujos de lava que corrieron sobre y alrededor de ella hasta el mar. El emperador Federico II Hohenstaufen, emperador del Sacro Imperio Romano Germánico y rey de Sicilia, hizo construir el Castello Ursino (fuerte militar) entre 1239 y 1250. En 1282 pasó a depender de la corona de Aragón y fue la residencia favorita de los reyes y en el siglo XIV sede del parlamento siciliano. En 1392 fue el teatro de una revuelta antiaragonesa de dos años, pero después fue considerada protectora de todos los aragoneses.

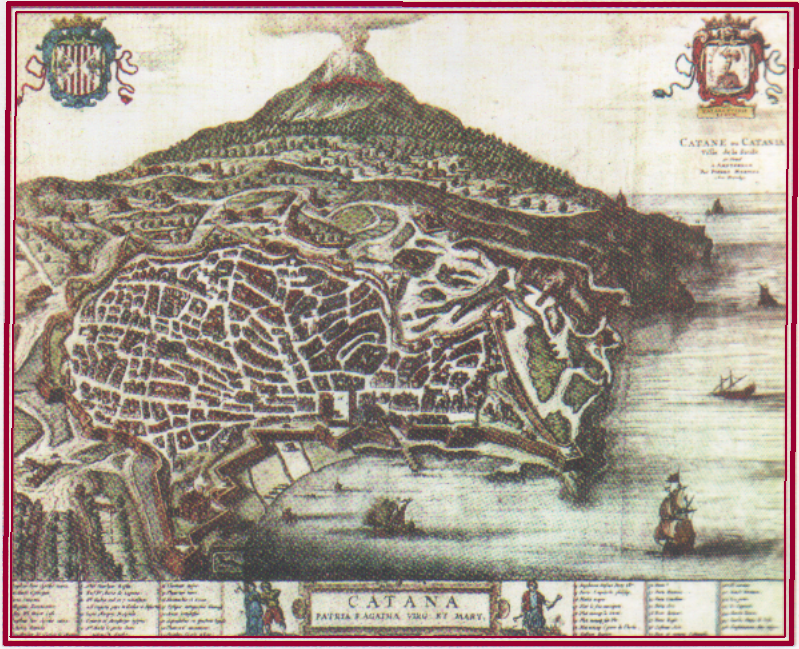
Catania en el

La ciudad sufrió las destrucciones de la guerra de las Vísperas sicilianas en 1282. A partir de 1282, bajo la influencia aragonesa, Catania pasó a ser la capital del Reino de Sicilia. En 1376 las reliquias de santa Ágata fueron depositadas en la catedral de Catania. En 1423 se produjo una epidemia de peste. La primera universidad siciliana fue fundada allí en 1434 por Alfonso V de Aragón. En los siglos XVI y XVII sufrió las erupciones del Etna y en 1693 un terremoto.
Carondas, el legislador, fue nativo de la ciudad; el poeta Estesícoro vivió y murió allí; el filósofo Jenófanes vivió allí sus últimos años. El introductor del baile en la música de flauta, Andrón, nació en la ciudad. La leyenda habla de los hermanos Anfínomo y Anapio que durante una erupción del volcán dejaron todas sus pertenencias para salvar a sus padres.
De la época griega no quedan restos, pero sí de la romana (teatro, anfiteatro, murallas, baños y algunos edificios y sepulcros), además de un acueducto en las cercanías destruido por una erupción.

## Demografía
| Gráfica de evolución demográfica de Catania entre 1861 y 2021 |
|                                                               |
| Fuente ISTAT - elaboración gráfica de Wikipedia               |

## Etnias y minorías extranjeras
A 31 de diciembre de 2023, los extranjeros residentes en el municipio eran 14.218, es decir, el 4,8% de la población. Los grupos más grandes se muestran a continuación:
La comunidad extranjera más numerosa es la de Sri Lanka con un 17,4% de todos los extranjeros presentes en el país, seguida de Rumanía y Bangladesh.

## Monumentos y lugares de interés

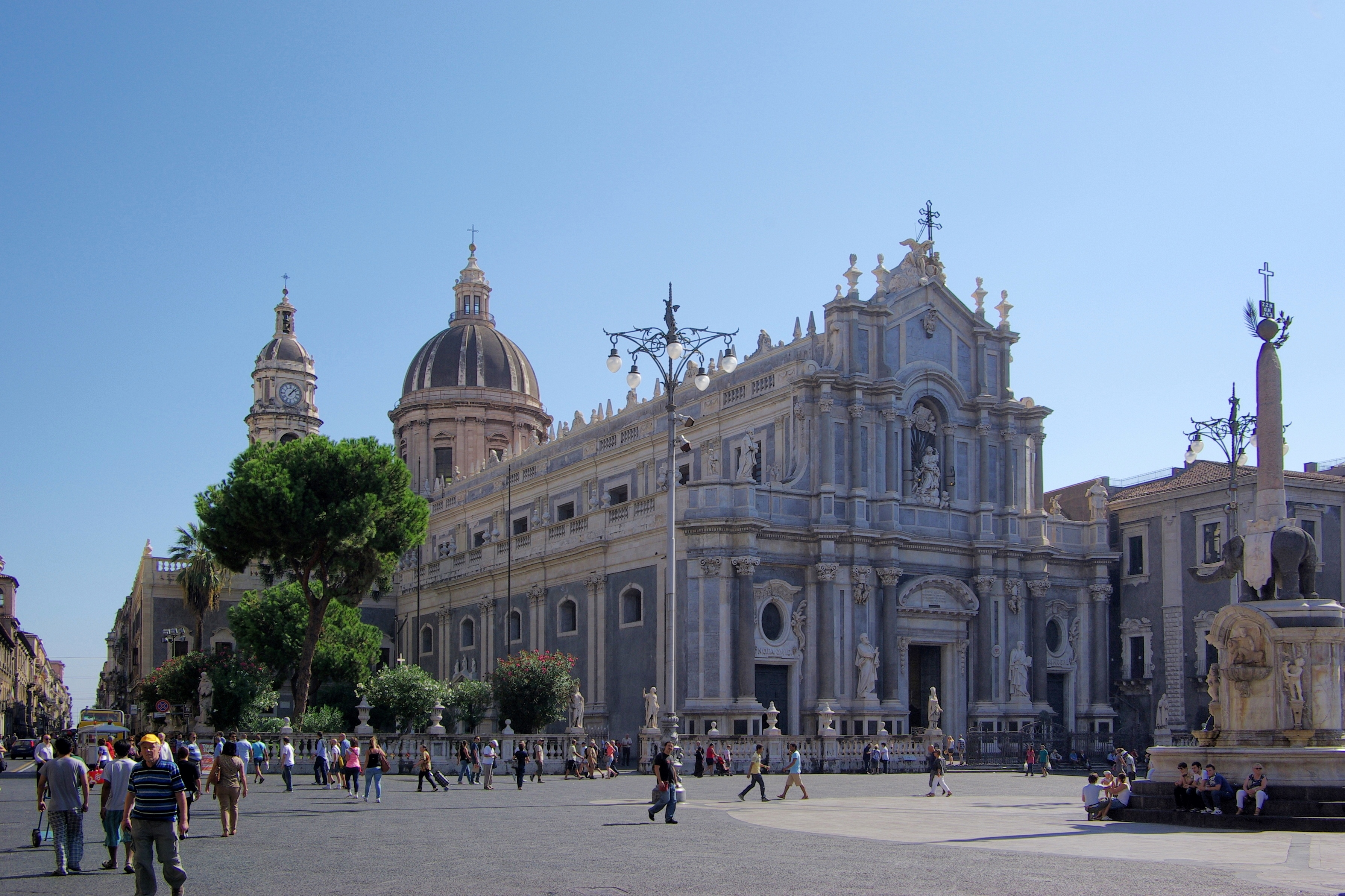
Duomo de Catania. La fachada principal de Giovanni Battista Vaccarini (1736) es un ejemplo del barroco siciliano de la ciudad.

Catania forma parte del lugar Patrimonio de la Humanidad declarado por la Unesco en 2002 denominado «Ciudades del barroco tardío de Val di Noto», en concreto con el código 1024-002.

### Época romana
La ciudad fue arrasada por la lava un total de siete veces, y en las capas bajo la ciudad actual está la ciudad romana, ciudad que le precedió, y la ciudad griega antes de esta. Muchos de los antiguos monumentos de la ciudad romana han sido destruidos por los numerosos terremotos. Actualmente, los restos de los siguientes edificios pueden verse:
- El teatro (siglo II).
- El Anfiteatro (siglo II).
- El Odeón (siglo III).

El símbolo de la ciudad es u Liotru, o la Fontana dell'Elefante que fue construida en 1736 por Giovanni Battista Vaccarini. Es un manufactura de piedra de lava que retrata a un elefante coronado por un obelisco. La leyenda dice que el elefante original de Vaccarini era asexuado, lo que los hombres de Catania tomaron como un insulto a su virilidad. Para apaciguarlos, Vaccarini añadió testículos apropiadamente enormes a la estatua original. El nombre siciliano u Liotru es quizá una deformación de Heliodoro. Una escultura similar está en la Piazza Santa María della Minerva en Roma.

### Iglesias barrocas e históricas

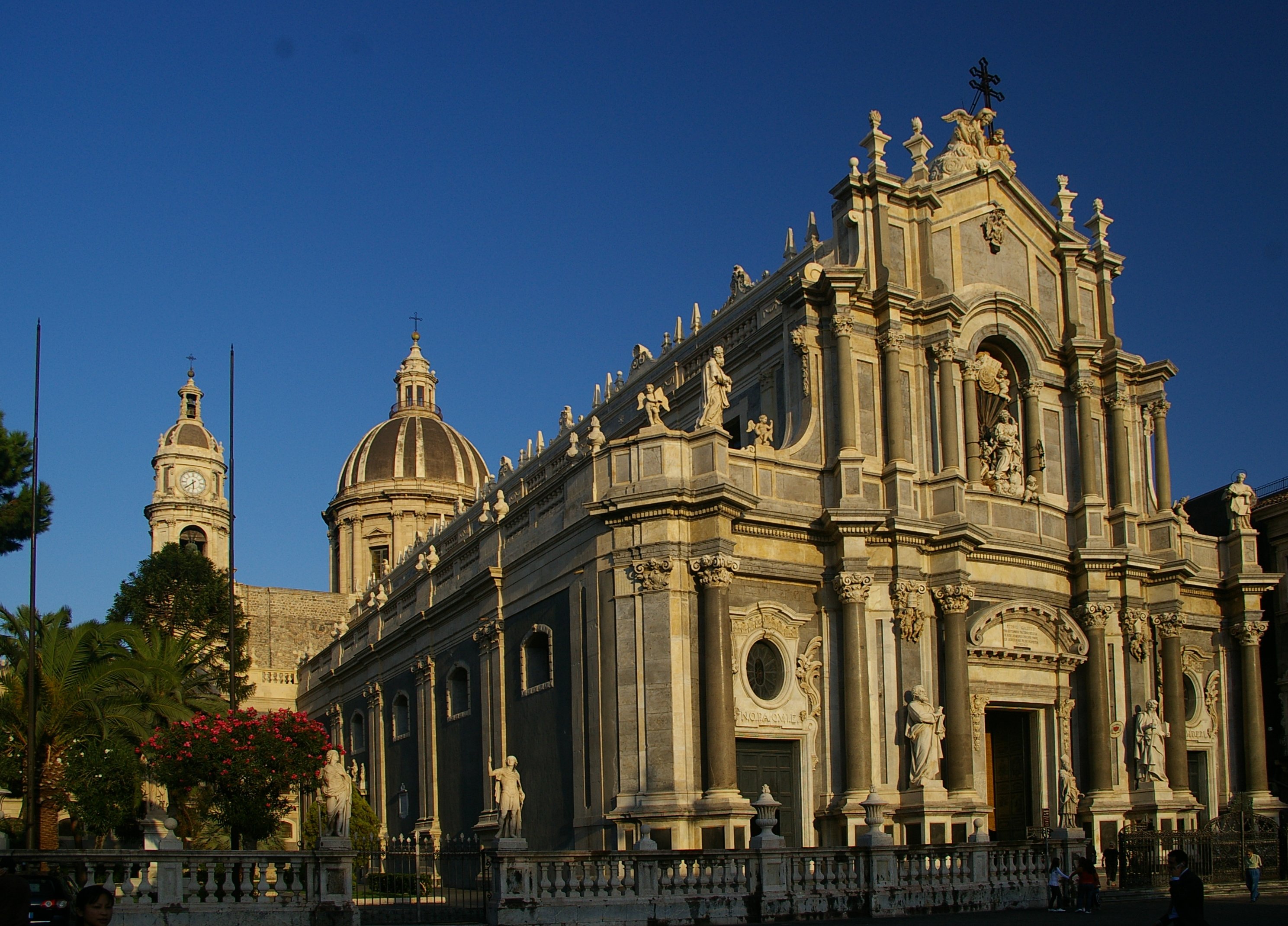
Cattedrale o Duomo di Sant'Agata • La Catedral de Santa Águeda.

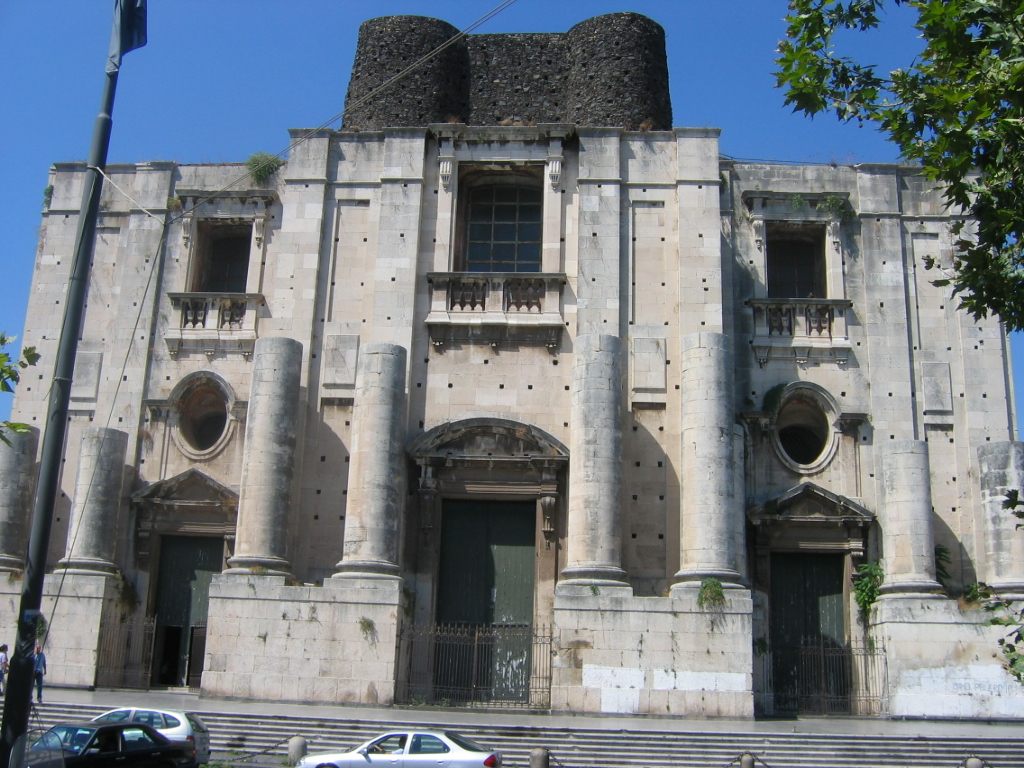
Basilica di San Nicola l'Arena • San Nicolás la Arena.

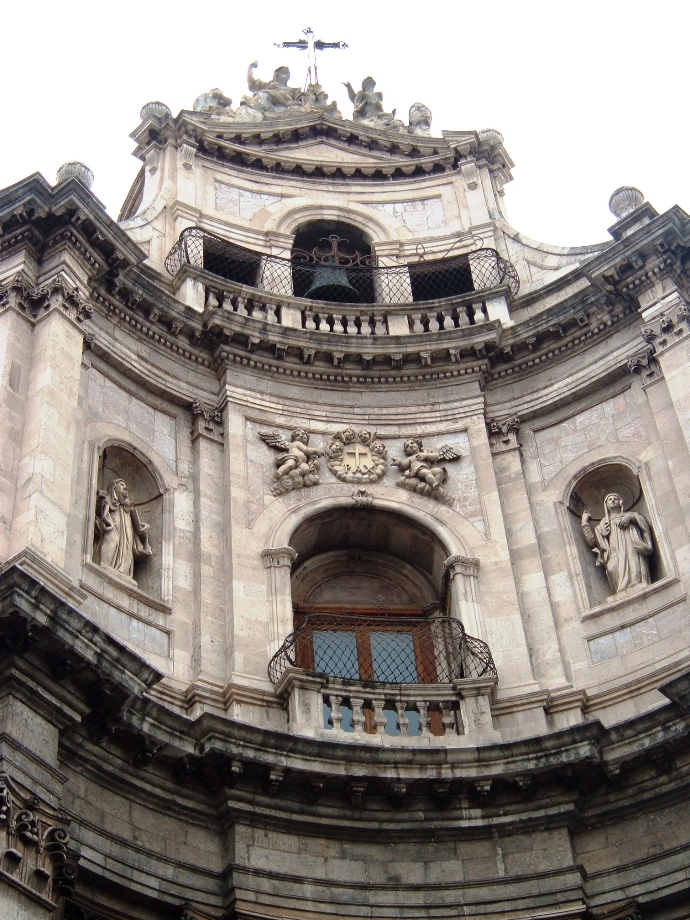
San Placido • San Plácido.

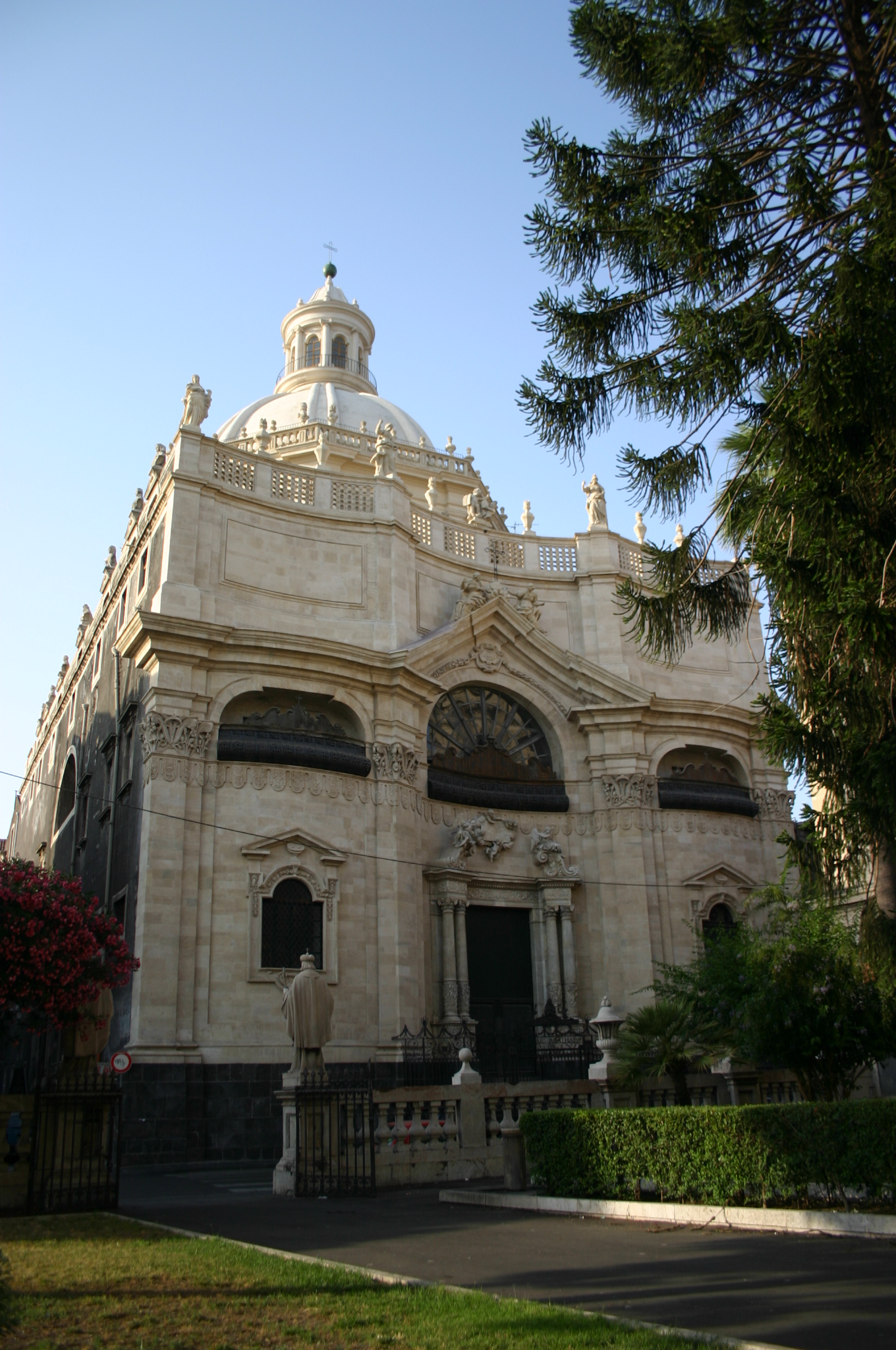
Badìa di Sant'Agata • La Abadía de Santa Águeda.

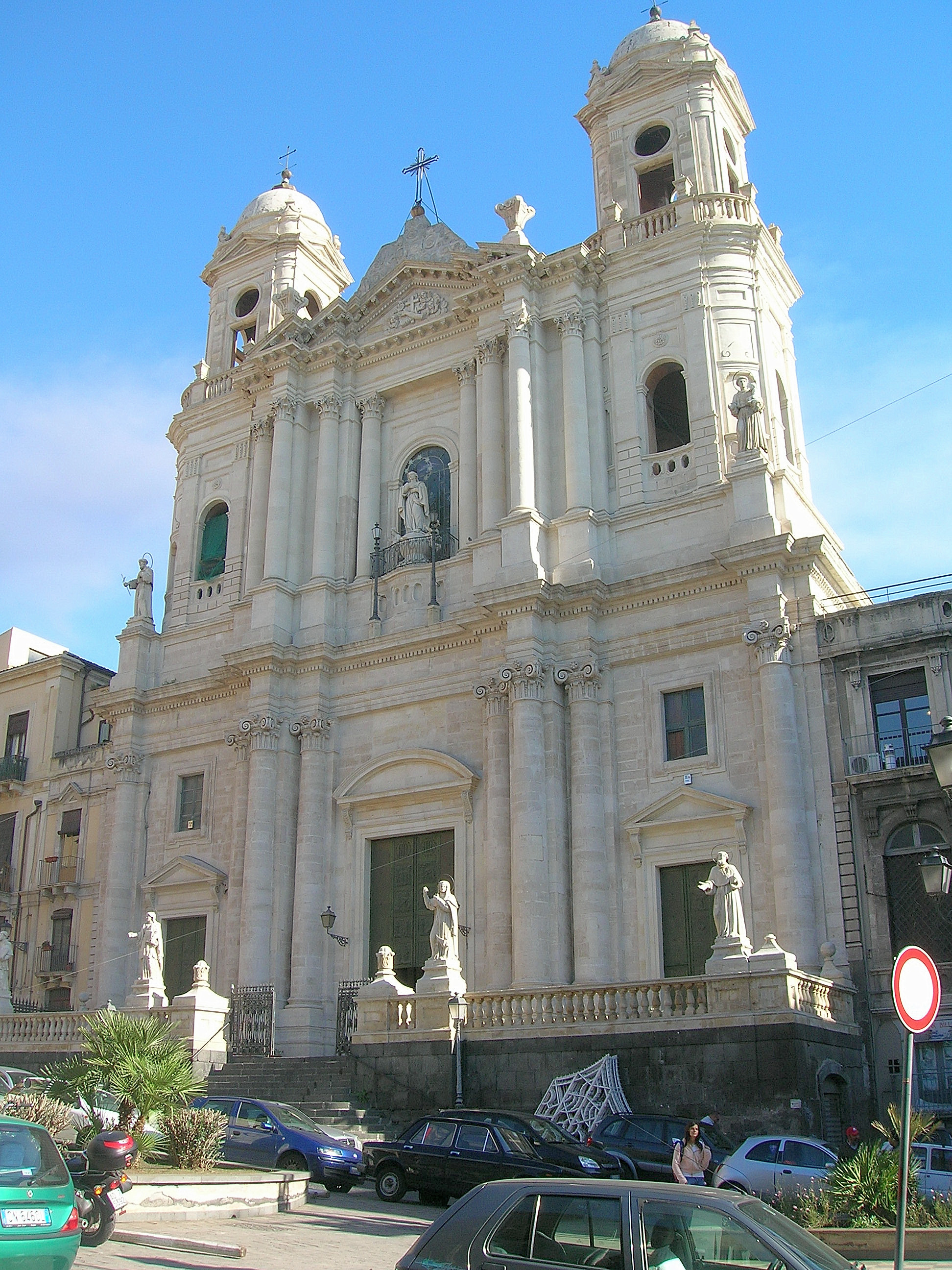
San Francesco d'Assisi all'Immacolata • San Francisco de Asís.

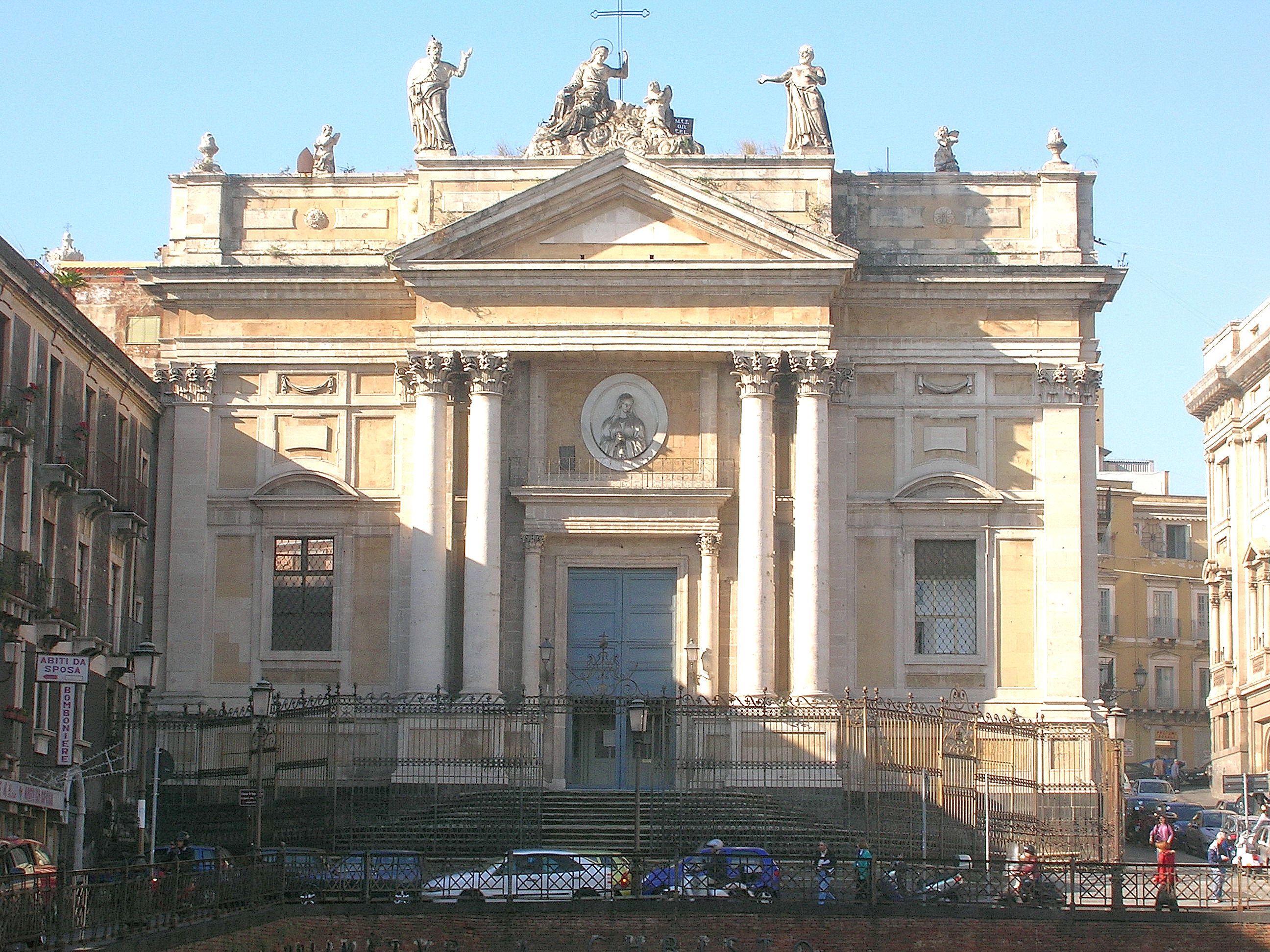
Sant'Agata alla Fornace o San Biagio • Santa Águeda de la Hornacha o San Blas.

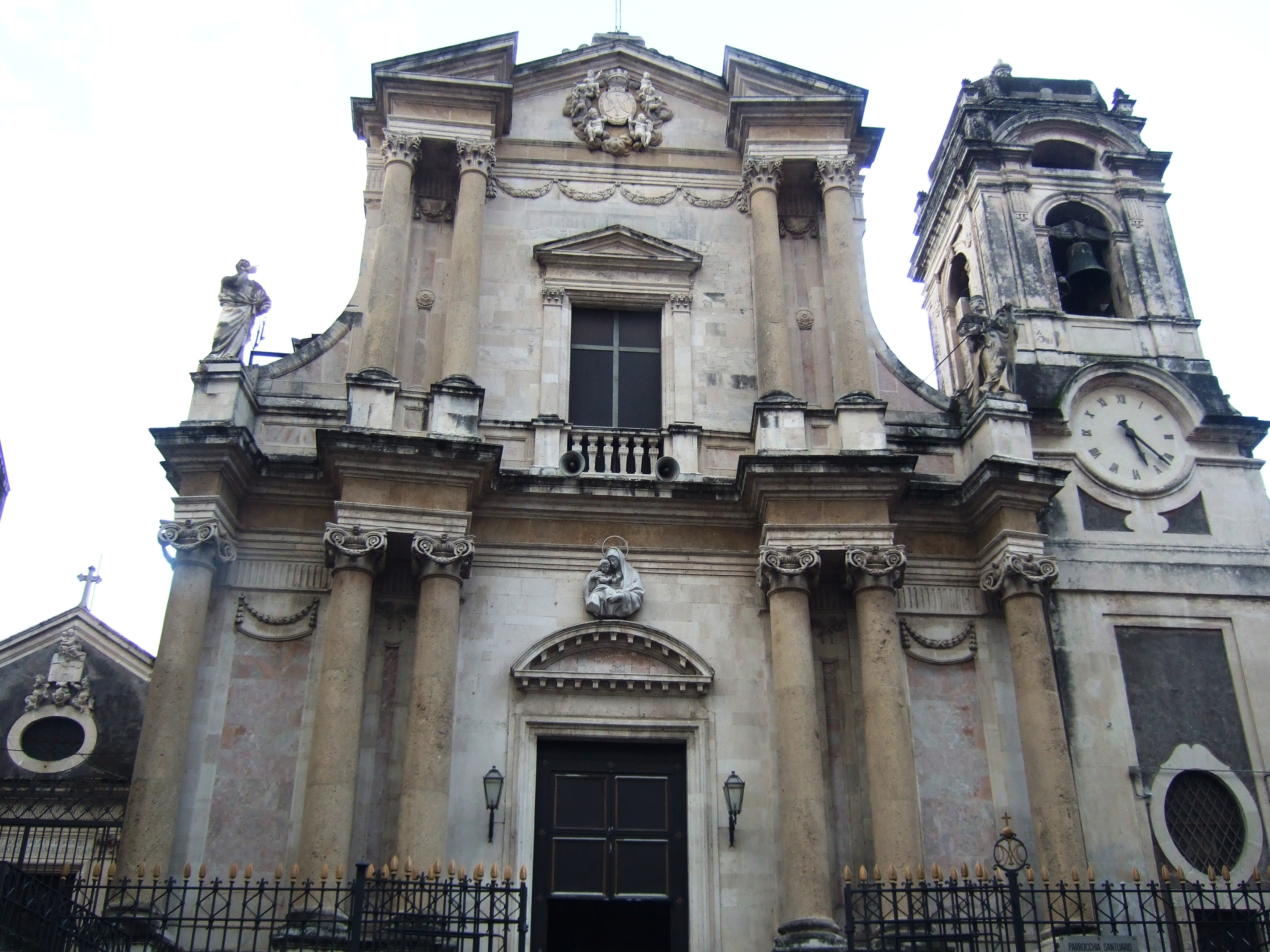
Santa Maria dell'Aiuto • Santa María de la Ayuda.

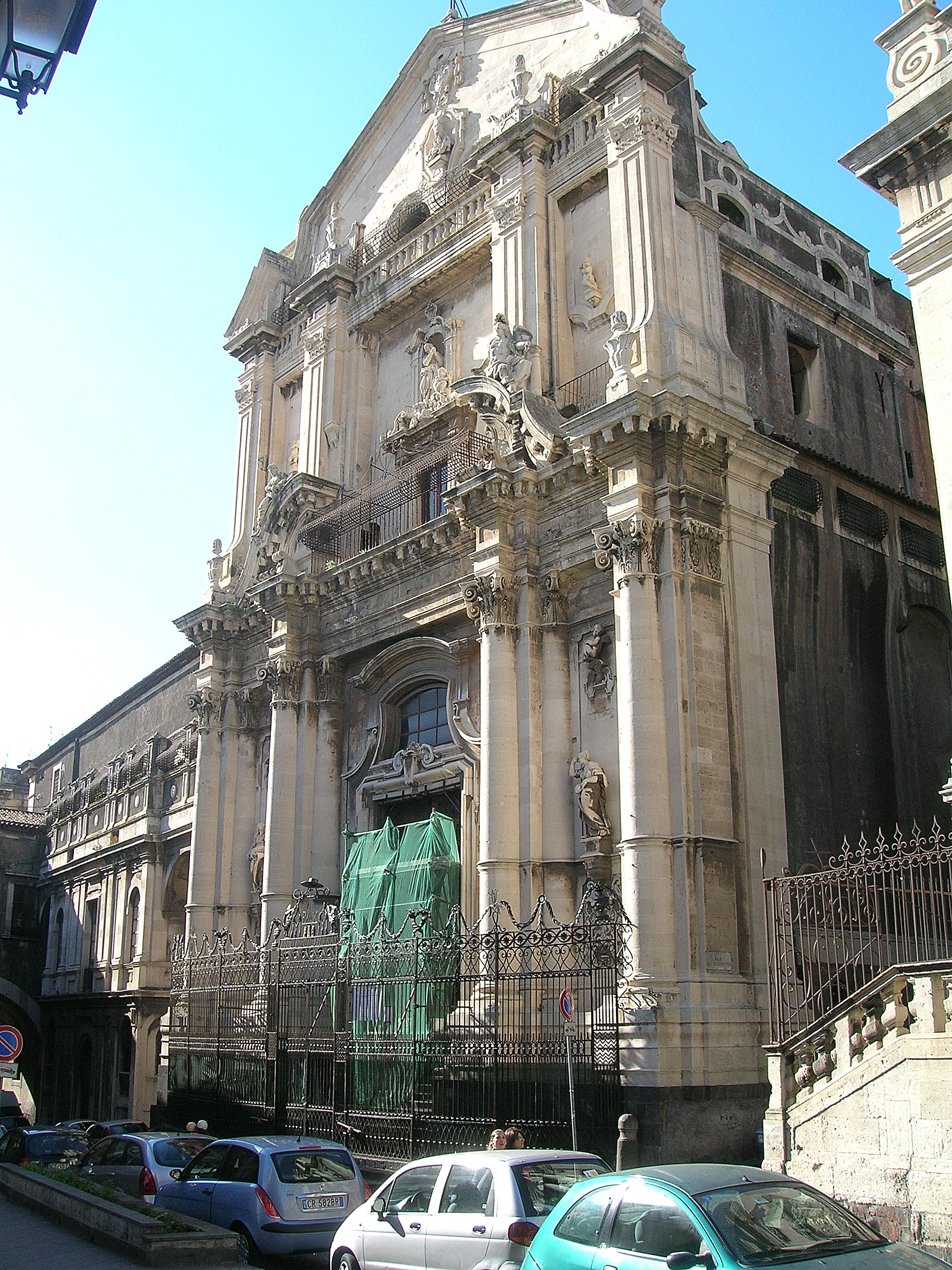
San Benedetto da Norcia • S. Benedicto.

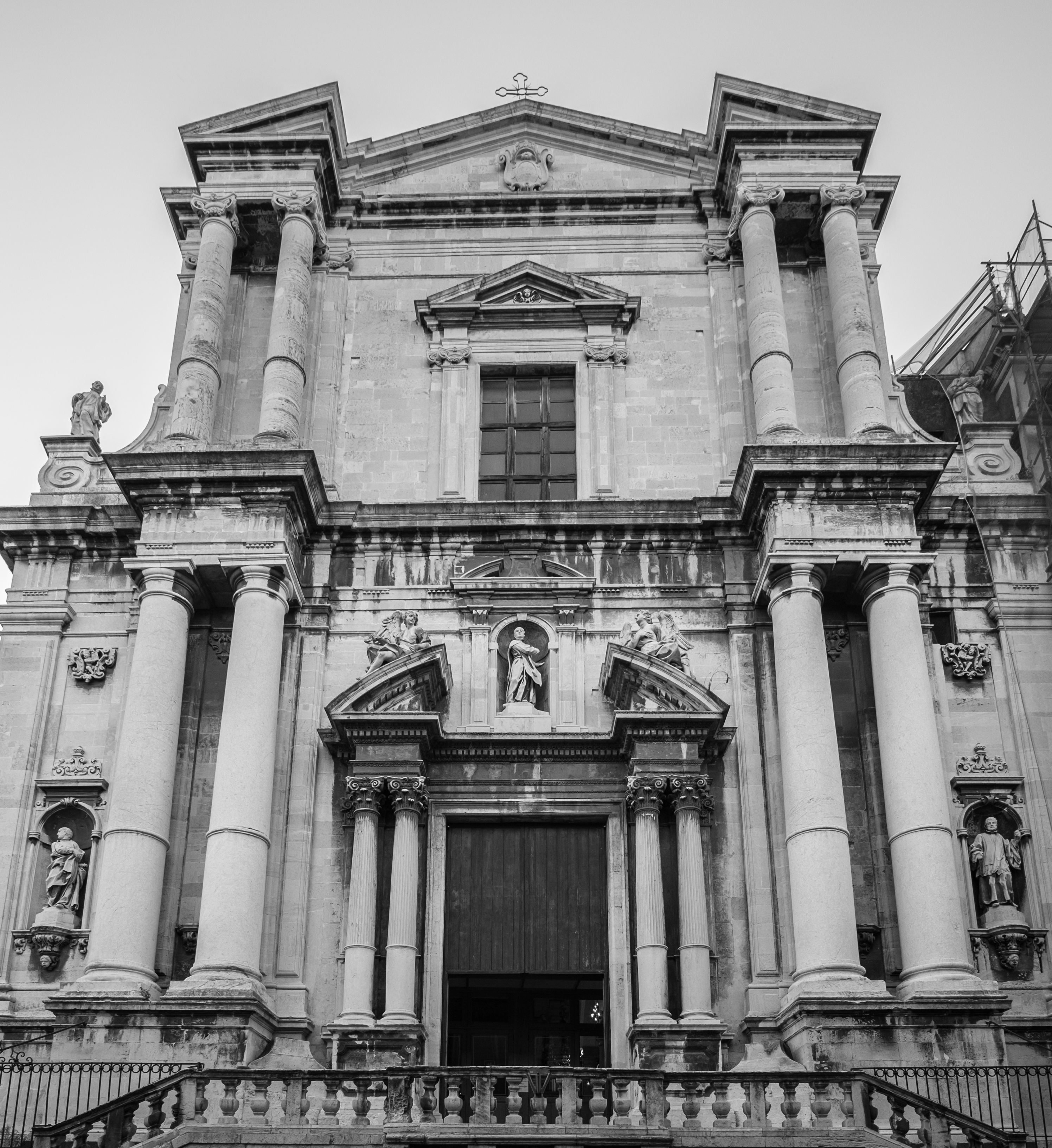
San Francesco Borgia • San Francisco de Borja o Iglesia de Los Jesuitas.

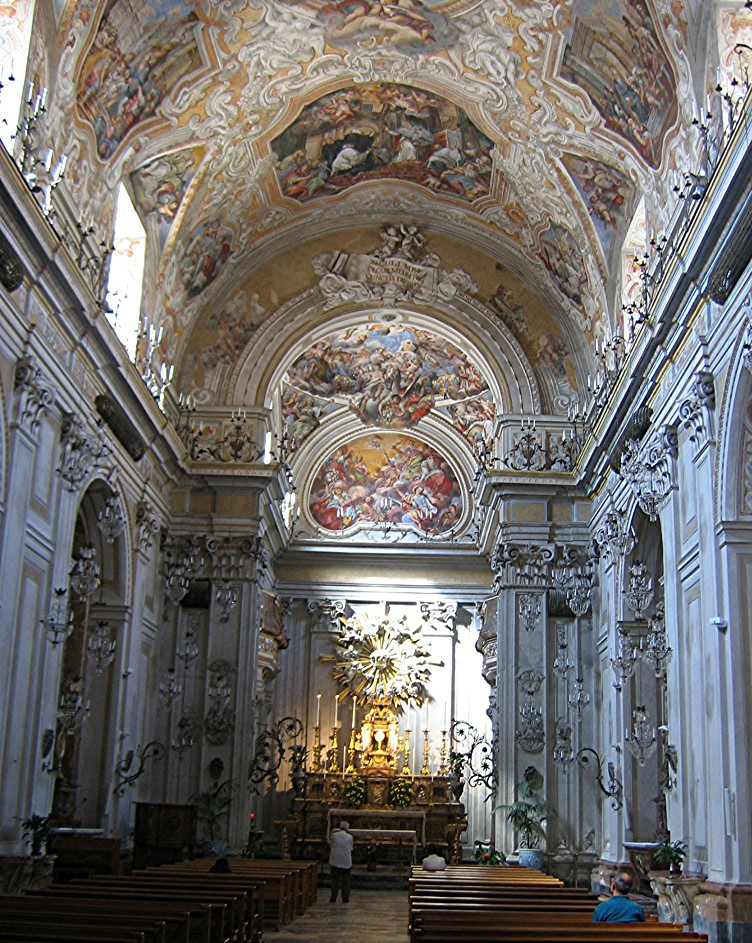
El interior barroco de la iglesia de san Benedicto.

- La Catedral de Santa Águeda (Duomo)
- La Abadía de Santa Águeda (la Badìa di Sant'Agata)
- San Plácido (la Chiesa di San Placido)
- San José del Duomo
- Santísimo Sacramento del Duomo
- San Martín de Los Blancos
- Santa Águeda la Vetusta (la Chiesa di Sant'Agata la Vetere)
- San Blas o Santa Águeda de la Hornacha (la Chiesa di Sant'Agata allá Fornace)
- Santo Cárcel o Santa Águeda de El Cárcel
- San Francisco de Asís, alojamiento de los restos mortales de la reina Leonor de Sicilia
- San Miguel Arcángel o iglesia de Los Minoritas
- San Benedicto
- San Francisco de Borja o Iglesia de los Jesuitas
- San Julián
- San Camilo de los Crucíferos
- San Nicolás la Arena
- Santo Domingo o Santa María La Grande
- San Cayetano Las Grutas
- Santa María de la Merced
- Santa María de Montserrat
- Santa María de Jesús
- Santa Úrsula
- San Berilo y Santa María de los Infiermos
- Santa Clara
- Santa Ana
- San Sebastián
- Santa Marta
- Santo Niño
- Santa María de la Providencia
- San Agustín
- San Cristóbal
- Santos Cosme y Damián
- Santos Jorge y Denís
- Ángeles Guardianes
- San Vito
- Santísimo Salvador
- Crucifijo de los Milagros
- Crucifijo de la Buena Muerte
- Crucifijo Mayorana
- Basílica Colegiata de Santa María de la Limosna (principios del siglo XVIII). Tiene planta de cruz latina con una nave y dos pasillos. El gran altar tien un icono de un Madonna, probablemente de manufactura bizantina.
- Santa Teresa
- Santa María de la Consolación
- Santa María de la Concordia
- Santa María de la Salette
- Santa María de la Guardia
- Sagrado Corazón de Jesús
- Sagrado Corazón de El Fuertín
- Santa Lucía de El Fuertín
- San Juan Bautista de San Giovanni Galermo
- Divina Maternidad
- Sagrado Corazón de Los Capuchinos

### Palacios
- Palacio Biscari
- Palacio de los Elefantes
- Palacio de El Seminario de Los Clérigos
- Palacio Reburdone
- Palacio Hernández
- Palacio Gioeni d'Angiò
- Palacio Sangiuliano
- Palacio de la Universidad
- Palacio Pardo
- Palacio Marletta
- Palacio Massa di San Demetrio
- Palacio Carcaci
- Palacio Manganelli
- Palacio Valle
- Palacio Serravalle
- Palacio Gravina Cruyllas
- Palacio Asmundo
- Palacio Villaroel
- Monasterio Benedictino de San Nicolás la Arena
- Villa Cerami

### Otros
- El Castillo Ursino, construido por Federico II de Hohenstaufen en el siglo XIII.
- La iglesia de Santa María del Gesù (siglo XVI).
- La Porta Ferdinandea, un arco de triunfo erigido en 1768 para celebrar la boda de Fernando I de Dos Sicilias y María Carolina de Austria.
- La Porta Uzeda.

Bajo la ciudad corre el río Amenano, visible solo en un lado, al sur de la Plaza del Duomo.

## Educación

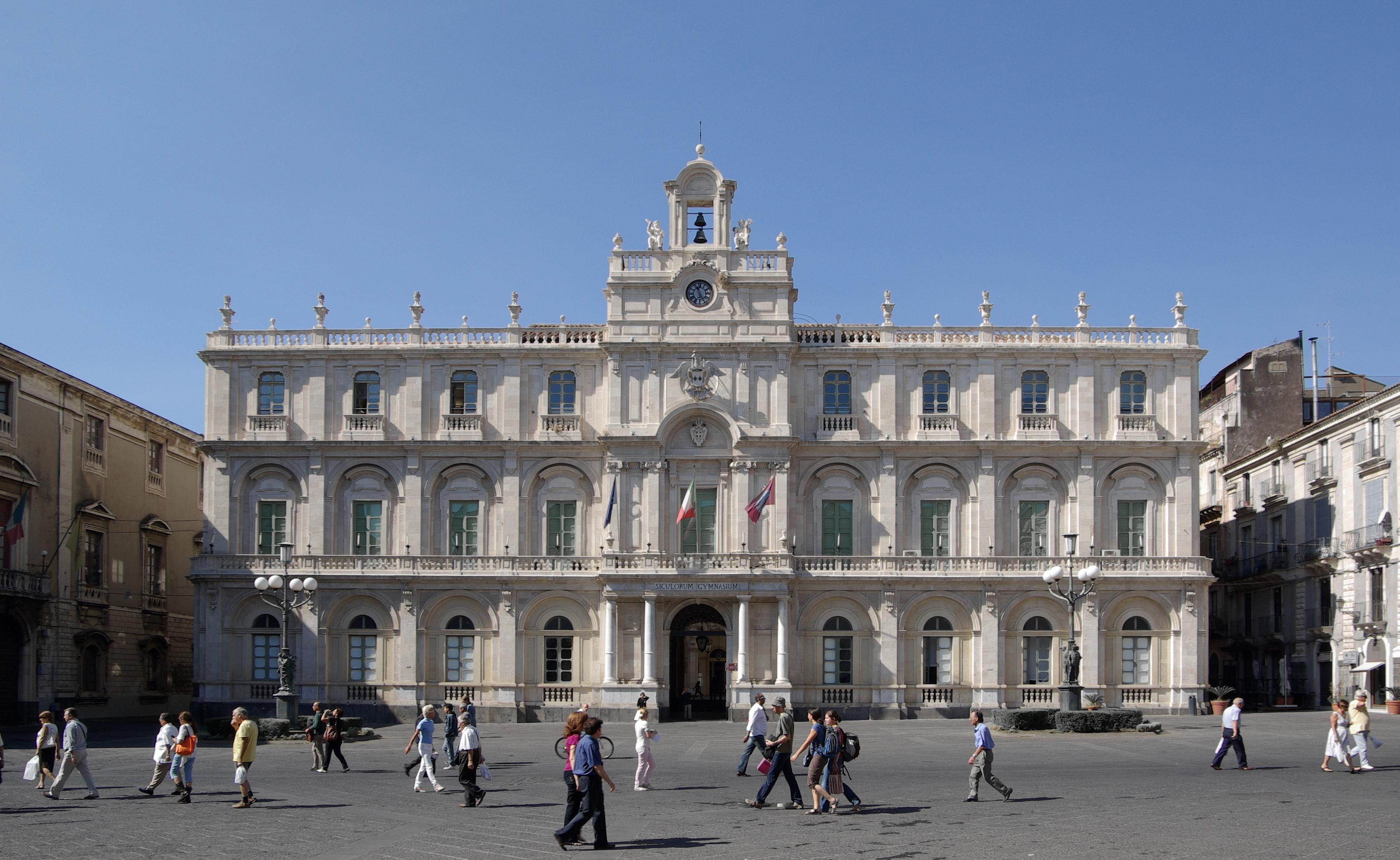
Sede del rectorado de la Universidad de Catania

La ciudad es sede de la Universidad de Catania, fundada en 1434. Es la universidad más antigua de Sicilia y una de las principales del Mezzogiorno.
Además alberga:
- la Escuela Superior de Catania, uno de los cinco centros de excelencia para universitarios en Italia;[10]
- la Academia de Bellas Artes de Catania;[11]
- el Instituto Superior de Estudios Musicales "Vincenzo Bellini".[12]

## Deportes
El Catania es el principal club de fútbol de la ciudad. Ha disputado varias temporadas en la Serie A, la máxima división italiana de fútbol. Actualmente, tras la refundación de la sociedad, participa en la tercera categoría del fútbol nacional, la Serie C. Su estadio es el Angelo Massimino cuyo aforo es mayor a 23.000 espectadores tras las últimas limitaciones.
El conjunto deportivo catanés más galardonado es la Associazione Sportiva Orizzonte Catania, club de waterpolo femenino que se ha proclamado 21 veces campeón del campeonato italiano, 4 veces de la Copa de Italia, 8 veces de la Copa de Europa, 1 vez de la Fin Cup, 2 veces de la Supercopa de Europa.

## Transporte

### Buses urbanos y extraurbanos
Catania tiene una red de numerosas autolíneas urbanas gestionadas por AMTS, que también puede contar con unas líneas BRT de alta eficiencia. Además hay muchas compañías de buses extraurbanos que conectan Catania con miuchas ciudades y pueblos de Sicilia e incluso con varios destinos nacionales e internacionales, a pesar de los largos viajes que suponen.

### Ferrocarril
Catania está cubierta por varias líneas ferroviarias, la mayoría pertenece a Ferrovie dello Stato (vía de ancho estándar), y de la Ferrovia Circumetnea (vía de ancho 950 mm), lo que propicia la existencia de varias estaciones por toda la ciudad, destacando la estación de Catania Central.

### Metro
Catania posee el único metro de Sicilia, uno de los siete de Italia, y cuenta con una línea. Actualmente conecta el centro histórico de la ciudad, a través de la estación Stesicoro, con la periferia noroeste de la ciudad, sirviendo a lo largo de la ruta a dos estaciones del servicio ferroviario metropolitano de Catania. La línea actual se está ampliando y conectará también con el aeropuerto de Fontanarossa, el principal aeropuerto de Sicilia y uno de los más transitados de Italia, que ya cuenta con el enlace ferroviario.

### Servicio ferroviario metropolitano
Se está instalando el servicio ferroviario metropolitano, que recorre el enlace ferroviario de la ciudad, que cuenta con varias paradas urbanas y suburbanas, entre las que destacan la de Catania Centrale, que intercambia con el metro, y la del aeropuerto de Fontanarossa, especialmente concurridas.

### Aéreo
El aeropuerto de Catania es el principal de la isla y uno de los mayores en Italia por el número de pasajeros. 

### Marítimo
Catania cuenta con unos varios puertos, el principal es el Porto di Catania, que está cerca del casco histórico de la ciudad y tiene el mayor tráfico comercial de la isla.

## Gastronomía
Catania es famosa por su rica y amplia gastronomía, que hace que sea elegida cómo destino turístico gastronómico.[cita requerida] Algunas de sus especialidades son:
- La Pasta alla Norma.
- La granita.
- Los arancini.